# Oxyopes macroscelides
Oxyopes macroscelides là một loài nhện trong họ Oxyopidae.
Loài này thuộc chi Oxyopes. Oxyopes macroscelides được Cândido Firmino de Mello-Leitão miêu tả năm 1929.